# Wired for Madness
Wired for Madness è il tredicesimo album in studio del musicista statunitense Jordan Rudess, pubblicato il 19 aprile 2019 dalla Mascot Label Group.

## Tracce
Testi e musiche di Jordan Rudess.
1. Wired for Madness Part 1 – 11:50
2. Wired for Madness Part 2 – 22:43
3. Off the Ground – 4:51
4. Drop Twist – 4:10
5. Perpetual Shine – 4:30
6. Just Can't Win – 4:34
7. Just for Today – 5:27
8. Why I Dream – 6:01

## Formazione
Musicisti
- Jordan Rudess – tastiera, GeoShred, seaboard, chitarra, voce, space whispers (traccia 1)
- Alek Darson – chitarra, basso, chitarra aggiuntiva (traccia 6)
- Rod Morgenstein – batteria (tracce 1, 3, 7 e 8)
- Marco Minnemann – batteria (traccia 2)
- Marjana Semkina – voce (traccia 2)
- James LaBrie – voce (traccia 2)
- The Page Brothers – cori (tracce 2, 3, 7 e 8)
- Smem Cohen – space whispers (traccia 2)
- John Petrucci – assolo di chitarra (traccia 2)
- Guthrie Govan – assolo di chitarra (traccia 3)
- Elijah Wood – batteria (tracce 4 e 5)
- Jonas Reingold – basso (traccia 5)
- Joe Bonamassa – assolo di chitarra (traccia 6)
- Rémy Labbé – arrangiamento ottoni e tromba (traccia 6)
- Stuart Mack – tromba (traccia 6)
- Kai Sandoval – tromba (traccia 6)
- Kali Rodriguez-Pena – tromba (traccia 6)
- Jack Kotze – trombone (traccia 6)
- Peter Wikle – trombone (traccia 6)
- Armando Vergara – trombone (traccia 6)
- Kushar Talele – sassofono tenore (traccia 6)
- Josh Plotner – sassofono baritono (traccia 6)
- Vinnie Moore – assolo di chitarra (traccia 8)

Produzione
- Jordan Rudess – produzione
- John Guth – registrazione, missaggio, mastering
- Jerry LoFaro – copertina
- Roy Koch – impaginazione
- Marlon Gibbons – registrazione parti vocali di James LaBrie (traccia 2)
- Angelo Caputo – registrazione parti di chitarra di Joe Bonamassa (traccia 6)
- Brandon Moore – assistenza tecnica parti di chitarra di Joe Bonamassa (traccia 6)
- Alek Darson – ingegneria del suono aggiuntiva e coproduzione parti di chitarra di Joe Bonamassa (traccia 6)
- Gretchen Schadebrodt – registrazione ottoni (traccia 6)